# Wierzchosławice (okres Tarnów)
Wierzchosławice je vesnice v Polsku, ve Malopolském vojvodství v okrese Tarnów v gmine Wierzchosławice.
V obci se narodil Wincenty Witos.
Gmina Wierzchosławice je rozdělena na následujících 11 částí se starostenstvím:
Bobrowniki Małe
Bogumiłowice
Gosławice
Kępa Bogumiłowicka
Komorów
Łętowice
Mikołajowice
Ostrów
Rudka
Sieciechowice
Wierzchosławice